# Солдатка (Белгородская область)
Солдатка — село в Красногвардейском районе Белгородской области. Входит в состав Утянского сельского поселения.

## География
Село расположено недалеко от районного центра — Бирюча.
Часовой пояс
Село Солдатка как и вся Белгородская область, находится в часовой зоне МСК (московское время). Смещение применяемого времени относительно UTC составляет +3:00.

## Население
| 1859 | 1897 | 2002 | 2010 |
| ---- | ---- | ---- | ---- |
| 761  | ↘517 | ↘88  | ↘75  |